# جون آدامز جاكسون
جون آدامز جاكسون (بالإنجليزية: John Adams Jackson)‏ هو نحات أمريكي، ولد في 5 نوفمبر 1825 في باث في الولايات المتحدة، وتوفي في 30 أغسطس 1879 في Pracchia ‏ في إيطاليا.